# نيكيتا بوخاروف
نيكيتا بوخاروف (بالروسية: Никита Владимирович Бочаров)‏ هو لاعب كرة قدم روسي في مركز الوسط، ولد في 12 يونيو 1992 في سانت بطرسبرغ في روسيا. شارك مع منتخب روسيا تحت 21 سنة لكرة القدم. أما مع النوادي، فقد لعب مع روبين قازان وزينيت سانت بطرسبرغ ونادي آكتوبه.

## وصلات خارجية
- نيكيتا بوخاروف على موقع الاتحاد الأوربي (الإنجليزية)
- نيكيتا بوخاروف على موقع قاعدة بيانات كرة القدم.إي يو (الإنجليزية)
- نيكيتا بوخاروف على موقع Soccerway.com (الإنجليزية)
- نيكيتا بوخاروف على موقع عالم كرة القدم.نت (الإنجليزية)